# Klaudia Rapp
Klaudia Rapp (Alemania) es una gimnasta artística alemana que, compitiendo con Alemania del Este, logró ser medallista de bronce mundial en 1987 en el concurso por equipos.

## 1987
En el Mundial de Róterdam 1987 gana el bronce por equipos, tras Rumania (oro) y la Unión Soviética (plata), siendo sus compañeras de equipo: Dörte Thümmler, Ulrike Klotz, Gabriele Faehnrich, Martina Jentsch y Astrid Heese.